# Abriola
Abriola är en ort och kommun i provinsen Potenza i regionen Basilicata i Italien. Kommunen hade 1 479 invånare (2017).